# Rhodospatha monsalveae
Rhodospatha monsalveae Croat & D.C.Bay – gatunek wieloletnich, wiecznie zielonych pnączy z rodziny obrazkowatych, endemicznych dla Valle del Cauca w Kolumbii, zasiedlających wilgotne lasy równikowe.